# Новосёловский сельский совет (Зеньковский район)
Новосёловский сельский совет (укр. Новоселівська сільська рада) — входит в состав
Зеньковского района
Полтавской области
Украины.
Административный центр сельского совета находится в 
с. Новосёловка.

## Населённые пункты совета
- с. Новосёловка
- с. Гришки
- с. Дубянщина